# Sklon schodišťového ramene

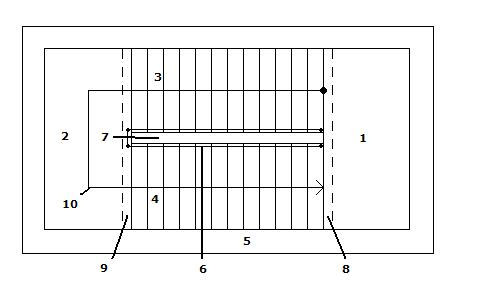
Schéma dvouramenného schodiště: nástupní rameno je označeno číslem 3, výstupní rameno číslem 4, výstupní čára má číslo 10.

Sklon schodišťového ramene je poměr stoupání, který je vyjádřen úhlem sevřeným mezi půdorysnou rovinou a výstupní čárou.
Schodiště podle sklonu schodišťového stupně dělíme na 
- rampy - sklon od 0° do 7°
- rampová – sklon od 7° do 20°, výšky stupňů 80 – 130 mm
- mírná – sklon od 20° do 25°, výšky stupňů 130 – 150 mm
- běžná – sklon od 25° do 35°, výšky stupňů 150 – 180 mm
- strmá – sklon od 35° do 45°, výšky stupňů 180 – 250 mm
- žebříková – sklon od 45° do 58°
- skloněné žebříky - od 58° do 80°
- svislé žebříky - od 80° do 90°

Optimální sklon interiérového schodiště je asi 35°. 